# Victoria Villalobos
Victoria Villalobos (Lima, 23 de abril de 1961) es una cantante peruana de música criolla.

## Biografía
Es hija del compositor de música peruana José Pepe Villalobos Cavero (n. 1931) y sobrina del cantante Arturo Zambo Cavero (1940-2009).
A los 15 años empezó a cantar en un coro.
Tras terminar la escuela secundaria ingresó en el Conservatorio Nacional de Música en Lima.
En 1980 fue solista del Coro de la Universidad Mayor de San Marcos, y participó en el quinteto vocal femenino de folklore latinoamericano Aguacerito.
En 1982 integró el conjunto musical Son Cuatro, conformado por estudiantes del Conservatorio Nacional de Música del Perú. Formó parte del trío Canela Fina.
Fue invitada a Chile para realizar conciertos del folklore costeño peruano.
En 1983 participó como soprano en el noveno y último concierto de la temporada de la Orquesta Sinfónica de la Escuela Nacional de Música.
En 1984 realizó un ciclo de conciertos llamado El encanto de Chabuca en conjunto con el elenco original que acompañó a Chabuca Granda (1920-1983):
Álvaro Lagos (1962-2018),
Carlos Caitro Soto (1934-2004) y
Eusebio Pititi Sirio (1951-2001).
En 1986 viajó a Argentina, donde estudió en el Conservatorio de Música Gilardo Gilardi de la ciudad de La Plata, cerca de Buenos Aires (Argentina). Allí integró el Coro Estable de La Plata como soprano principal.
Más tarde también en la Facultad de Arte de la Universidad de Chile, en Santiago de Chile.
En Sudáfrica participó en el Festival Internacional Eisteddfod, en Roodepoort (Sudáfrica), donde fue premiada con el primer puesto en Oratoria, el segundo puesto en Canto Popular en Grupo y el tercer puesto en Ópera.
En 2013 participó como intérprete en el documental coral Sigo siendo, del cineasta peruano Javier Corcuera.
En 2014 representó a Perú en los festivales de Quitumbe y La Carolina en celebración del aniversario de la ciudad de Quito (Ecuador).
Ese año (2014) obtuvo el disco de oro como mejor intérprete de canción popular, en el XXXII Festival de la Canción Latinoamericana en Los Ángeles (California); y el premio de excelencia a la mejor intérprete de canción popular en el festival Festivegas, en Las Vegas (Arizona).
En 2019, para el centenario del nacimiento de la cantante y compositora peruana Chabuca Granda (1920-1983) publicó un disco homenaje titulado Una victoria más de Chabuca: 100 años de historia musical, presentado en el auditorio de la Casa de las Américas en La Habana (Cuba).

## Discografía
- Romance: nuestro destino, en homenaje a Felipe Pinglo Alva (1899-1936)
- Horas de amor
- 2014: Mi raíz, en homenaje a su padre, José Villalobos Cavero[2]
- 2019: Una victoria más de Chabuca: 100 años de historia musical.

## Filmografía
- 2013: Sigo siendo
- 2019: The Women Warriors of Afro-Peruvian Music.[7]